# Lasiurus varius
Lasiurus varius — вид рукокрилих, родини Лиликові, поширений на півдні Аргентини й у Чилі. 

## Поширення
Країни проживання: південна Аргентина, Чилі.
Зазвичай асоціюється з помірними дощовими лісами центрального та південного Чилі та Аргентини, але також зустрічається в плантаціях сосни або евкаліпта. Також присутній у сільськогосподарських або модифікованих ландшафтах, навіть міських районах, але залежно від наявності чистих водних потоків та водних комах, які є основною частиною його раціону.

## Поведінка
Самітницький і комахоїдний. Поживою є в основному Homoptera, Coleoptera, Hymenoptera, Diptera. Щоб підтвердити, що це мігрувальний вид, потрібно також дізнатися більше про його екологію, розмноження та загрози.

## Загрози та охорона
Конкретна загроза не відома. Однак розвиток еолічних турбін для виробництва енергії може становити значну загрозу в майбутньому, оскільки більшість із них встановлюються на півдні Південної Америки. 